# Cul de Sac (fumetto)
Cul de Sac è un fumetto a strisce giornaliere realizzato da Richard Thompson e pubblicato dal 2004 al 2012 quando l'autore ne ha sospeso la realizzazione per via del morbo di Parkinson, diagnosticatagli nel 2008. In Italia la striscia è stata pubblicata sul mensile Linus dal 2008.

## Trama
La storia è ambientata in un Cul de Sac (termine usato in lingua inglese per una strada senza uscita di una zona residenziale) di una piccola cittadina statunitense, nella zona di periferia, vicino alla strada interstatale, nella quale vivono gli Otterloop: i due fratelli Alice e Petey e i loro genitori. La vita dei due bambini scorre tra vicende casalinghe e bizzarri incontri a scuola, dove un lavoretto con carta e colla può far nascere profondi scambi d'opinione tra bambini.

## Personaggi

### Famiglia Otterloop
Alice OtterloopUna vivace bambina di quattro anni dai capelli rossi. Di carattere estroverso, adora esibirsi danzando su un tombino a mo' di palco. Frequenta l'asilo Blissheaven. Gioca spesso col suo coniglietto peluche di nome Poliphil ed è terrorizzata dal grosso, ma inoffensivo, cane della nonna, Shirley.
Petey OtterloopBambino di otto anni estremamente schizzinoso col cibo e refrattario a qualunque sforzo fisico. Adora realizzare diorami in scatole da scarpe, considerandoli vere e proprie opere d'arte. È un lettore di fumetti e fan di "Little Neuro", un fumetto in cui non succede nulla.
Madeline OtterloopLa mamma di Alice e Petey. Guida un furgone dal colore "talmente neutro da non esistere in natura", secondo l'opinione di Alice.
Peter OtterloopIl papà. Per andare al lavoro utilizza un'automobile talmente piccola da sembrare un giocattolo, ma nella quale riesce abilmente a mettersi alla guida.
La nonnaVive in un'altra zona della città e ogni tanto la famiglia la va a trovare. Ha l'abitudine di tirare uova alle auto che passano di fronte a casa sua. Con lei vive un enorme e pacatissimo cane nero, Shirley, da cui Alice è terrorizzata.

### L'asilo Blissheaven
È l'asilo che frequenta Alice e che da piccolo ha frequentato anche Petey. È gestito dalla Sig.na Bliss, che svolge anche il ruolo di insegnante. Mascotte della classe è Mr. Danders, una cavia parlante e saccente.
DillUno dei migliori amici di Alice, è suo compagno d'asilo e vicino di casa. Ultimo di diversi fratelli, racconta spesso le loro vicende spericolate, come la costruzione di un archibugio medievale. Fa spesso visita ad Alice, spiando l'interno di casa dalla fessura per le lettere. Ha dieci capelli in testa e, pare, la capacità di farli crescere a piacere, anche uno per volta.
BeniL'altro compagno di giochi abituale di Alice e Dill, di origine ispanica.

### Gli amici di Petey
ErnestoUn bambino serioso che parla in modo forbito ed elaborato. È socio e promotore di una fantomatica associazione denominata "Futuri Adulti d'America". Più avanti si scopre che Ernesto è in realtà un amico immaginario di Petey.
ViolaUna compagna di classe di Petey di cui il bambino è innamorato.
André ChangImponente e rumoroso bambino che Petey conosce a "Campo Fumetto" è appassionato di supereroi e onomatopee. Dopo il campeggio estivo diventano anche compagni di scuola.
Loris SlothropMinuta bambina dagli occhi grandi che conosce Petey e André a "Campo Fumetto". Quando si entusiasma i numerosi elastici che le tengono assieme i codini saltano in tutte le direzioni.